# Kněždub
Kněždub (německy Kniezdub, Kneschdub) je obec v okrese Hodonín v Jihomoravském kraji. Leží šest kilometrů východně od Strážnice v nadmořské výšce 185 metrů na ploše 1609 hektarů. Žije zde přibližně 1 000 obyvatel. Obec je členem sdružení obcí Mikroregionu Strážnicko.

## Název
Dnešní jméno vesnice bylo původně dvojslovné (Kněž dub), první částí bylo přídavné jméno kněž, které bylo pokračováním praslovanského kъnęgjь - "knížecí". Místní jméno tedy znamenalo "knížecí dub".

## Historie
První písemná zmínka o obci pochází z roku 1475 (dle některých pramenů 1370), i když byla založena roku 1264 velehradským klášterem. K roku 1501 je v zemských deskách zaznamenána podoba názvu Kněždub (ves Kniezdub).

## Obyvatelstvo
| Rok            | 1869  | 1880  | 1890  | 1900  | 1910  | 1921  | 1930  | 1950  | 1961  | 1970  | 1980  | 1991  | 2001  | 2011  | 2021  |
| -------------- | ----- | ----- | ----- | ----- | ----- | ----- | ----- | ----- | ----- | ----- | ----- | ----- | ----- | ----- | ----- |
| Počet obyvatel | 1 191 | 1 288 | 1 307 | 1 352 | 1 340 | 1 314 | 1 277 | 1 205 | 1 313 | 1 283 | 1 156 | 1 114 | 1 097 | 1 113 | 1 036 |
| Počet domů     | 203   | 235   | 258   | 267   | 292   | 297   | 306   | 330   | 331   | 322   | 307   | 352   | 363   | 382   | 387   |

## Obecní správa

### Obecní symboly
Znak a vlajka byly obci uděleny rozhodnutím předsedy Poslanecké sněmovny Parlamentu České republiky dne 11. května 2001.

## Pamětihodnosti
Dominantou obce je kostel sv. Jana Křtitele postavený v roce 1898 v historizujícím pseudorománském slohu. Kostel téhož jména je zmiňován již v roce 1475. Výzdoba interiéru (1964) je dílem akademického malíře Vojmíra Vokolka. U kostela je chráněna skupina památných stromů – Kněždubské lípy.
V obci se též nachází rodné domy malířů Joži Uprky a Antoše Frolky. Rodný dům bratří Uprků byl v roce 2004 zrekonstruován a bylo zde otevřeno Muzeum bratří Uprků. Joža Uprka, jeho bratr Franta a Antoš Frolka jsou pochováni na místním hřbitově nazývaném „Slovácký Slavín“.
Jihovýchodně od obce roste památný strom Nejedlíkova oskeruše a v oblasti stejnojmenného vrchu se rozkládá národní přírodní rezervace Čertoryje.

## Osobnosti
- Antoš Frolka (1877–1935), malíř
- Norbert Hrachovský (1879–1943), římskokatolický kněz, premonstrát
- Joža Uprka (1861–1940), malíř a grafik
- František Úprka (1868–1929), sochař

## Galerie

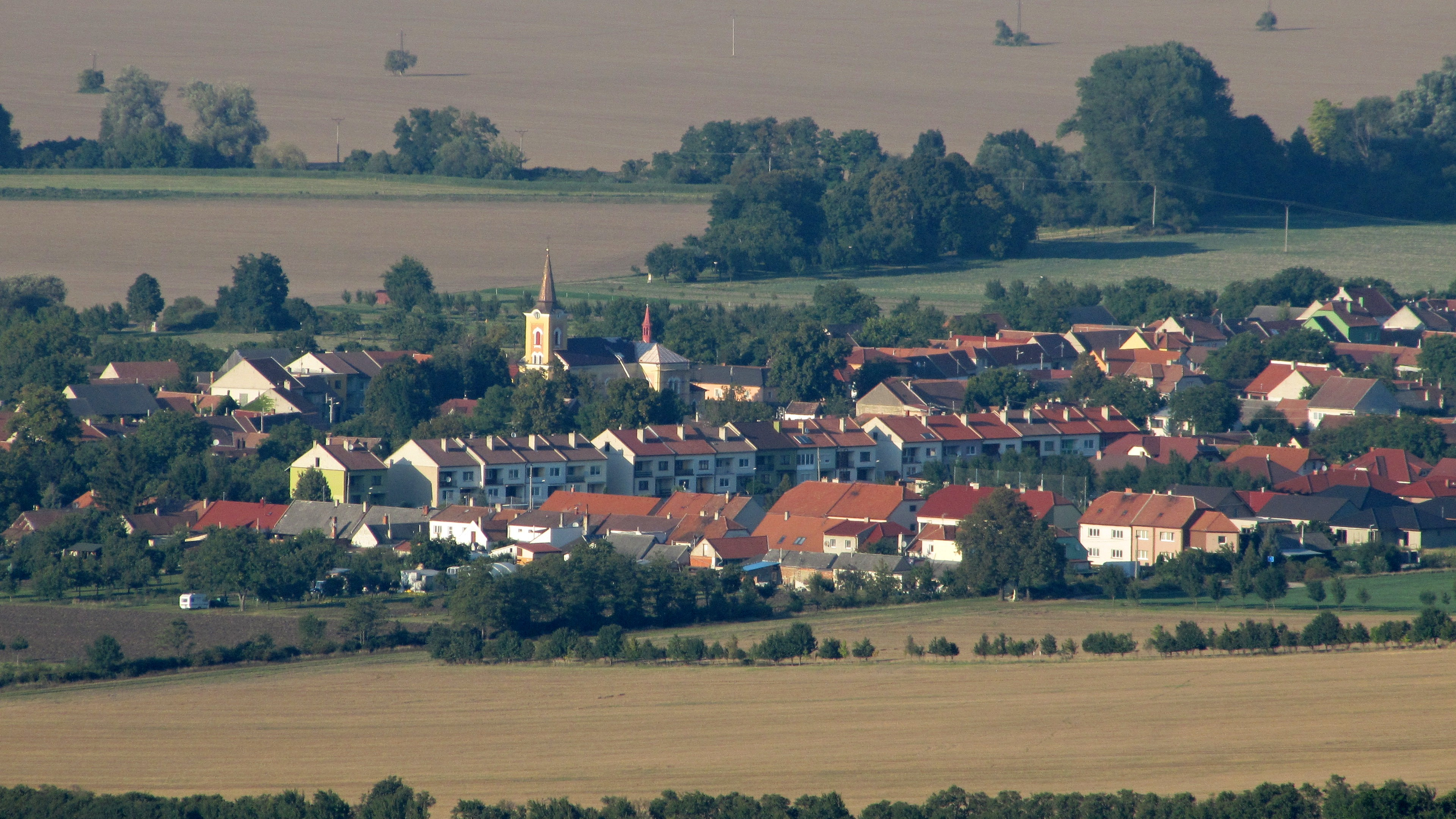
Pohled z rozhledny Travičná
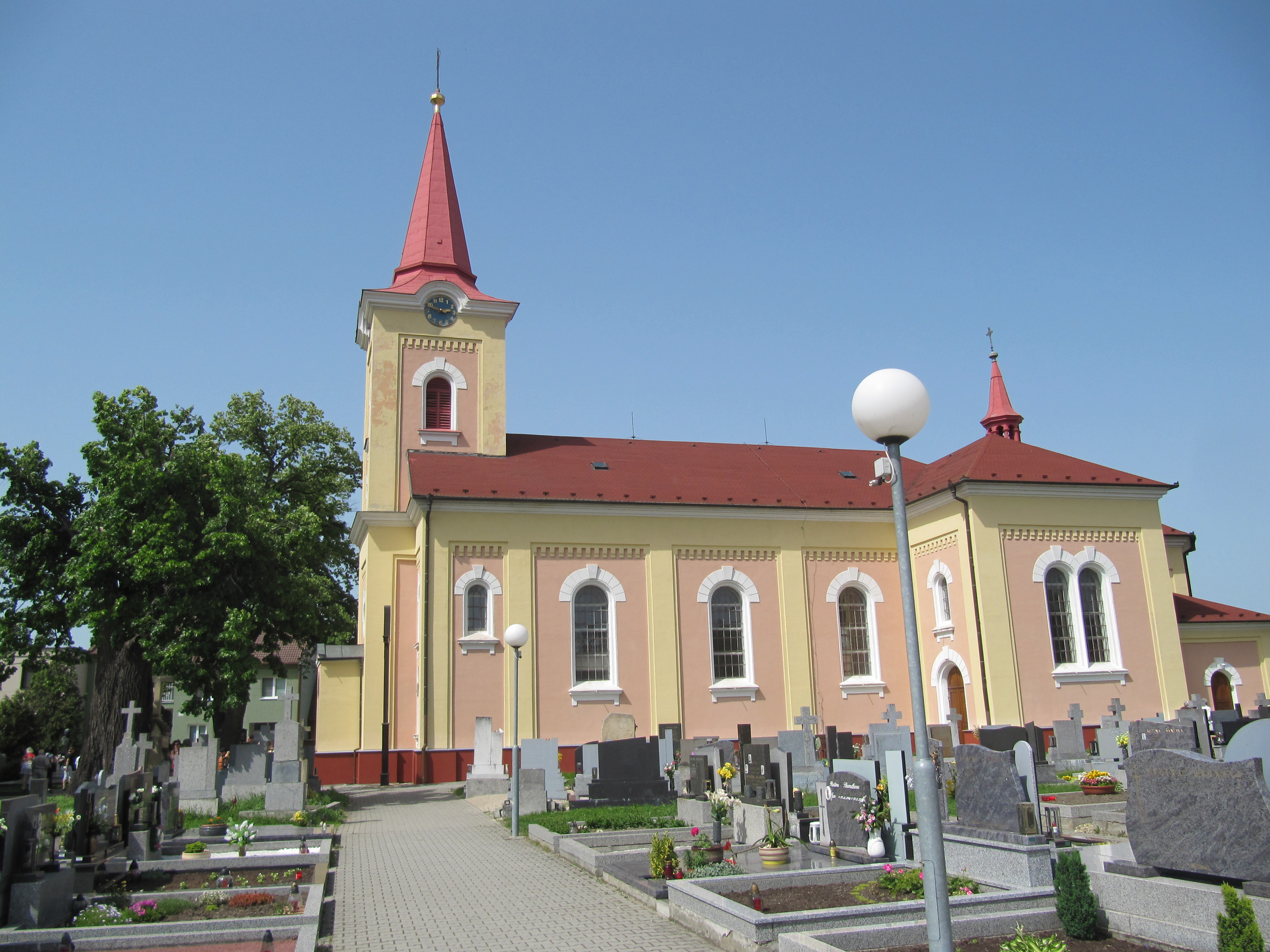
Kostel svatého Jana Křtitele
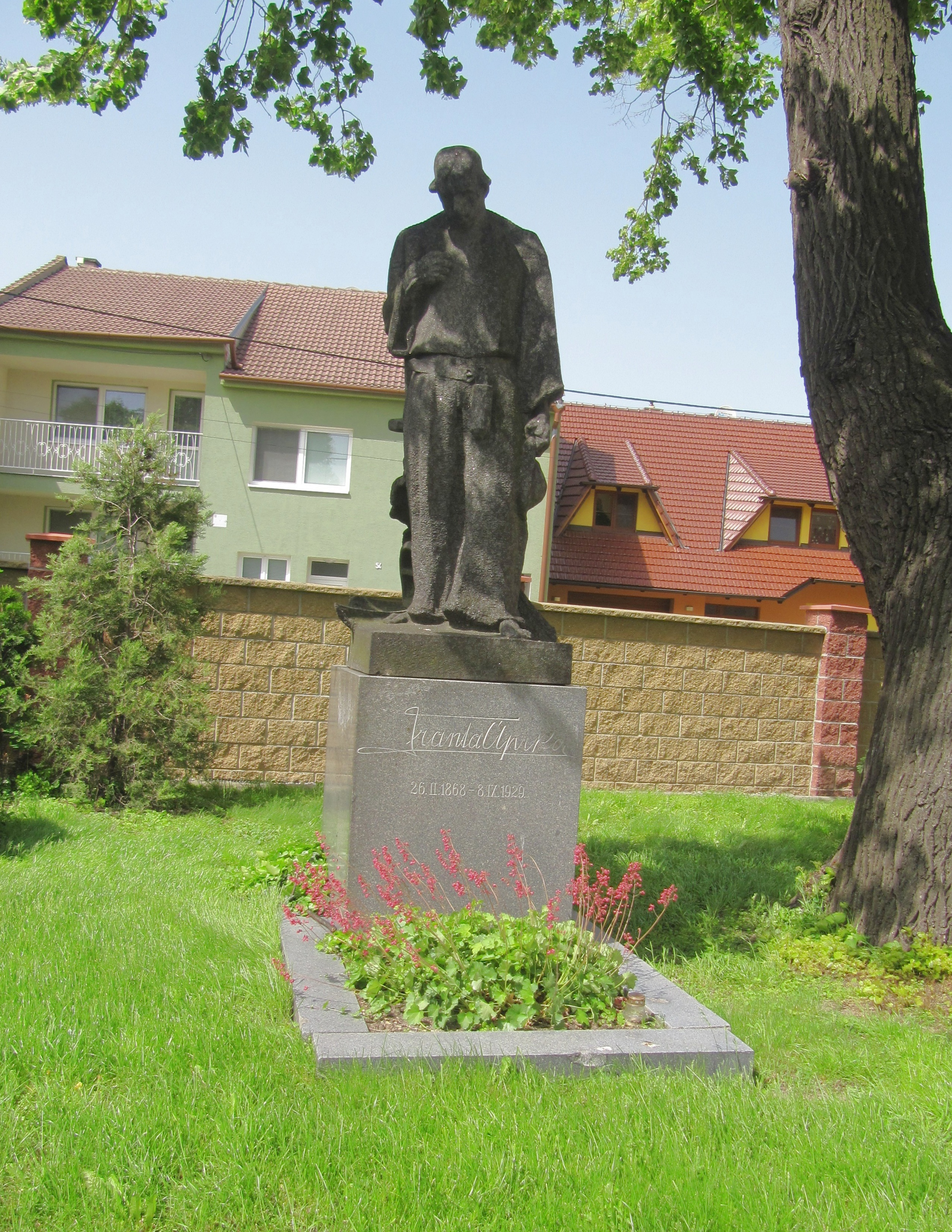
Náhrobek Franty Úprky
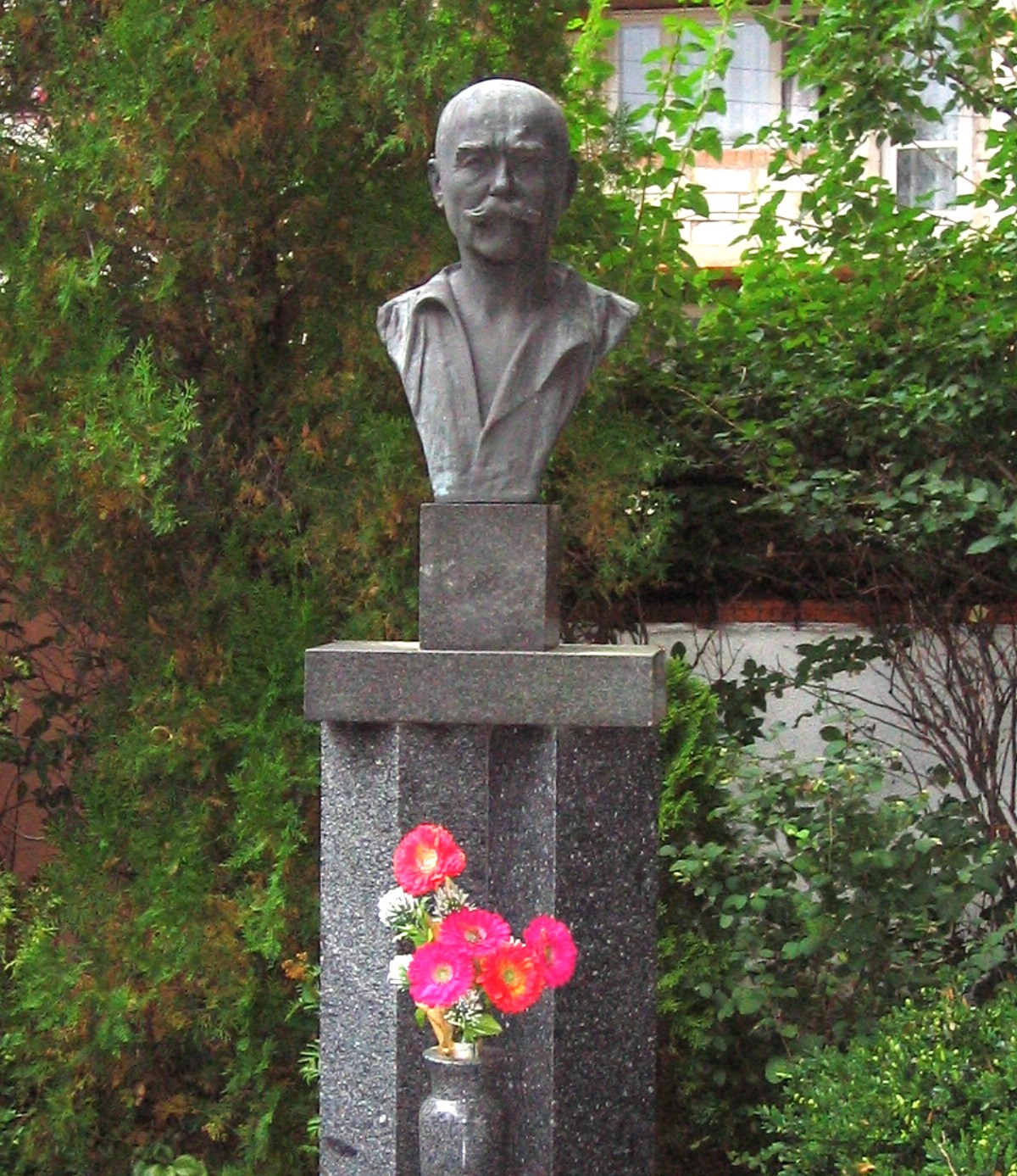
Náhrobek Joži Úprky
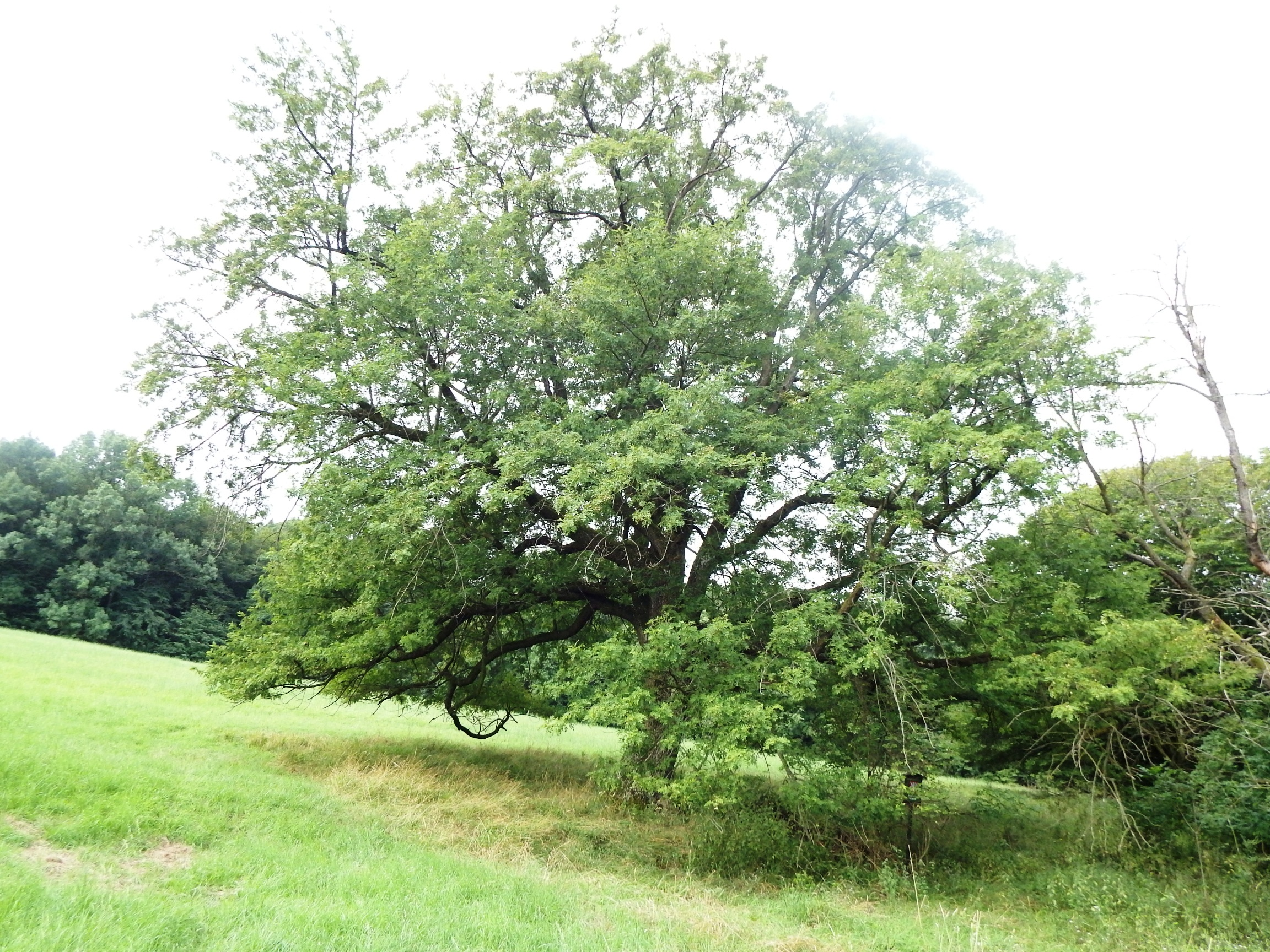
Nejedlíkova oskeruše